# Ainulindalë
Ainulindalë oz. Glasba Ajnurjev je povest o stvarjenju sveta (Eä). Zapisal jo je Rúmil, predstavlja pa prvi del Silmarilliona.